# Кубок Іспанії з футболу 1916
Кубок Іспанії з футболу 1916 — 16-й розіграш кубкового футбольного турніру в Іспанії. Титул втретє поспіль здобув Атлетік (Більбао). 

## Календар
| Раунд        | Дата                                                    | Матчі | Клуби |
| ------------ | ------------------------------------------------------- | ----- | ----- |
| Перший раунд | 26 березня - 2 квітня/ 13-15 квітня 1916 (перегравання) | 2+2   | 3 → 2 |
| Фінал        | 7 травня 1916                                           | 1     | 2 → 1 |

## Перший раунд
| Команда 1                  | Заг. | Команда 2 | 1-й матч | 2-й матч |
| -------------------------- | ---- | --------- | -------- | -------- |
| 26 березня - 2 квітня 1916 |      |           |          |          |
| Барселона                  | 3:5  | Мадрид    | 2:1      | 1:4      |

Перегравання
| Команда 1      | Рахунок | Команда 2 |
| -------------- | ------- | --------- |
| 13 квітня 1916 |         |           |
| Барселона      | 6:6     | Мадрид    |
| 15 квітня 1916 |         |           |
| Барселона      | 2:4     | Мадрид    |

## Фінал
| 7 травня 1916 |

| Атлетік (Більбао)                   | 4:0      | Мадрид     |
| ----------------------------------- | -------- | ---------- |
| Аседо 12' Субісаррета 23', 60', 69' | Протокол | Суарес 15' |

| Камп де ла Індустрія, Барселона Глядачів: 6 000 Арбітр: Франсіско Бру |